# Ramkumar Ramanathan
Ramkumar Ramanathan, né le 8 novembre 1994 à Chennai, est un joueur de tennis indien, professionnel depuis 2011.

## Carrière
Ramkumar Ramanathan s'entraîne à l'académie Sanchez-Casal de Barcelone depuis l'âge de 15 ans.
Il fait partie de l'équipe d'Inde de Coupe Davis depuis 2016 et a joué les barrages du groupe mondial en 2016 contre l'Espagne, 2017 contre le Canada et 2018 face à la Serbie.
Quart de finaliste à Chennai en 2016, il atteint ce même niveau à Antalya en 2017 après avoir battu Dominic Thiem, 8e mondial.
En 2018, il atteint sa première finale sur le circuit ATP à Newport où il s'incline contre Steve Johnson. Début 2022, il s'impose à deux reprises en double avec Rohan Bopanna.
Il n'est jamais parvenu à se qualifier pour un tournoi du Grand Chelem en simple malgré 26 participations aux qualifications. Lauréat de 17 titres en simple, il a remporté le Challenger de Manama en 2021 après six finales perdues.

## Palmarès

### Finale en simple messieurs
| No | Date       | Nom et lieu du tournoi                       | Catégorie | Dotation  | Surface      | Vainqueur     | Score         |          |
| -- | ---------- | -------------------------------------------- | --------- | --------- | ------------ | ------------- | ------------- | -------- |
| 1  | 16-07-2018 | Dell Technologies Hall of Fame Open, Newport | ATP 250   | 557 050 $ | Gazon (ext.) | Steve Johnson | 7-5, 3-6, 6-2 | Parcours |

### Titres en double messieurs
| No | Date       | Nom et lieu du tournoi          | Catégorie | Dotation  | Surface    | Partenaire    | Finalistes                      | Score              |          |
| -- | ---------- | ------------------------------- | --------- | --------- | ---------- | ------------- | ------------------------------- | ------------------ | -------- |
| 1  | 03-01-2022 | Adelaide International Adélaïde | ATP 250   | 521 000 $ | Dur (ext.) | Rohan Bopanna | Ivan Dodig Marcelo Melo         | 7-66, 6-1          | Parcours |
| 2  | 31-01-2022 | Tata Open Maharashtra Pune      | ATP 250   | 430 530 $ | Dur (ext.) | Rohan Bopanna | Luke Saville John-Patrick Smith | 610-7, 6-3, [10-6] | Parcours |

## Parcours dans les tournois duGrand Chelem

### En double
| Année | Open d'Australie                   | Open d'Australie          | Internationaux de France    | Internationaux de France | Wimbledon                | Wimbledon         | US Open                  | US Open               |
| ----- | ---------------------------------- | ------------------------- | --------------------------- | ------------------------ | ------------------------ | ----------------- | ------------------------ | --------------------- |
| 2022  | —                                  | —                         | 2e tour (1/16) Hunter Reese | W. Koolhof N. Skupski    | 1er tour (1/32) T. Brkić | N. Monroe T. Paul | 1er tour (1/32) N. Čačić | S. Bolelli F. Fognini |
| 2023  | 1er tour (1/32) M. Á. Reyes-Varela | P. Tsitsipás S. Tsitsipás | —                           | —                        | —                        | —                 | —                        | —                     |

N.B. : le nom du partenaire se trouve sous le résultat ; le nom des ultimes adversaires se trouve à droite.

## Parcours dans lesMasters 1000
| Année | Indian Wells | Miami | Monte-Carlo | Madrid | Rome | Canada | Cincinnati           | Shanghai               | Paris |
| ----- | ------------ | ----- | ----------- | ------ | ---- | ------ | -------------------- | ---------------------- | ----- |
| 2017  | —            | —     | —           | —      | —    | —      | 2e tour J. Donaldson | —                      | —     |
|       |              |       |             |        |      |        |                      |                        |       |
| 2024  | —            | —     | —           | —      | —    | —      | —                    | 1er tour A. Shevchenko |       |

N.B. : sous le résultat se trouve le nom de l’ultime adversaire.

## Classements ATP en fin de saison
| Année          | 2011 | 2012 | 2013 | 2014 | 2015 | 2016 | 2017 | 2018 | 2019 | 2020 | 2021 | 2022 | 2023 |
| Rang en simple | 926  | 1036 | 704  | 215  | 260  | 249  | 137  | 133  | 176  | 190  | 222  | 438  | 523  |
| Rang en double | 964  | 891  | 498  | 267  | 282  | 229  | 393  | 254  | 134  | 110  | 152  | 71   | 176  |

Source : (en) Classements de Ramkumar Ramanathan sur le site officiel de la Fédération internationale de tennis